# ニップル
ニップル（またはニップール。Nippur）は古代メソポタミアの都市。シュメールにおける嵐の神エンリル神崇拝の中心地であり、その宗教的重要性のために古代の王たちによって争奪が繰り返された。ハンムラビ王の死後の内戦により、前18世紀には荒廃して途絶えた。前9世紀以降、新アッシリア帝国の下で再建され、セレウコス朝時代まで重要な都市として存続したが、サーサーン朝時代（3世紀-7世紀）には衰退し小村落となり、9世紀-10世紀頃に人々の居住は終わった。
現在のイラク、カーディーシーヤ県、アファク地区のヌファル（Nuffar）が古代のニップルにあたる。この都市はシュメール語ではNibru、アッカド語ではNibbur / Nippur、楔形文字文書では EN.LÍLKI（𒂗𒆤𒆠）と表記される。EN.LÍL（𒂗𒆤）という名詞に地名を表す限定符キ（KI、𒆠）が付された場合それはニップル市を表し、神を表す限定符ディンギル（Dingir、𒀭）が付された dEN.LÍL はニップルの都市神であるエンリルを表した。

## 歴史
ニップルはバビロニアの諸都市の中でも特に早期に形成された都市の一つで、この地における居住の歴史は非常に古く、前6千年紀のウバイド期にまで遡る。ニップルは元々沼沢地に形成された集落であり、葦で作られた小屋が集まってできていた。その地勢と建材から度々洪水と火災に苦しめられたが、この土地での居住は継続された。度重なる災害にもかかわらず人々がニップルに住み続けた理由は不明である。継続的な居住による瓦礫の堆積の結果として、また、部分的には住民の努力によって、ニップルの集落は次第に上昇し、周囲の沼沢地よりも高くなった。ニップルの最初期の層は、あまり精工な作りではない手づくねの土器と、親指で印がつけられ一面が平ら、別の面が凹んだ泥レンガに特徴づけられている。当時の神殿域の形態は不明であるが、前サルゴン時代の全ての土層から死者の火葬と関連すると考えられる遺構が発見されている。
ウバイド期の後、前4千年紀のウルク期の都市化を経て、前3千年紀のシュメール初期王朝時代に入るとシュメール各地でウルクやウルのような有力な都市が台頭し、都市国家の枠組みを超えて領域的な国家を形成し始めた。前田徹は初期王朝時代中盤に周辺の都市国家を服属させて地域的な統合を果たした有力諸都市国家をドイツ史の用語である領邦国家（Territorialstaat）を参考に領邦都市国家と名付けており、ニップルもそのような都市の1つであったとされている。

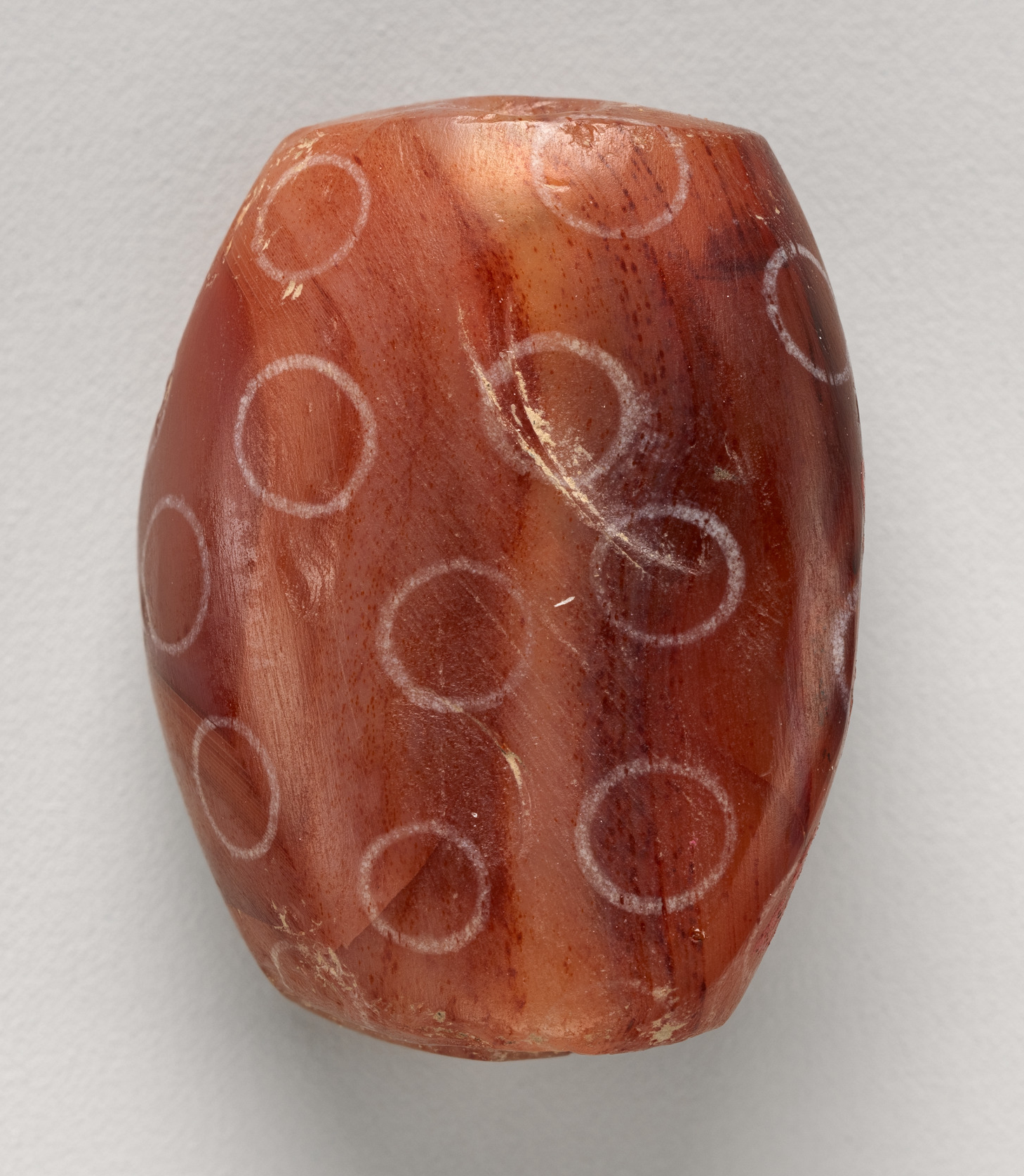
ニップルで発見されたインダス地方のカーネリアンのビーズ。白い円のデザインが施されている。前2900年-前2350年頃。初期のインダス文明とメソポタミア文明の関係の例。

ニップル自体がシュメール世界全域を支配するような覇権的地位を得ることはなかったが、ニップルの都市神である嵐の神エンリルは王権を授ける神として全シュメールから崇拝を集めており、このことがニップルに特殊な政治的重要性を与えていた。このニップルの特殊な地位を証明するのが、初期の時代から行われていた有力都市の王によるニップル市での建設事業である。シュメールの有力な王たちは自らの敬虔さを示すためにニップルでの建設事業を盛んに行っている。とりわけシュメール初期王朝時代に大きな役割を果たし、領域国家への端緒を開いたウルクの王たちは「国土の王」「全土の王」と言った一都市国家という枠組みを超えた称号を採用するようになっていくが、これを授与することになっていたのがエンリル神であった。ニップルからはウルクの王ルガルキギンネドゥドゥ（ルガルキニシェドゥドゥ）、ルガルキサルシ、エンシャクシュアンナ、ルガルザゲシらがエンリル神に捧げた碑文が発見されている。他にラガシュの王エンメテナもエンリル神への奉献碑文を残している。ウルク王が幾人もニップルに碑文を残している事実は、初期王朝時代末期のニップルがウルクの支配下に入っていたことを示す。

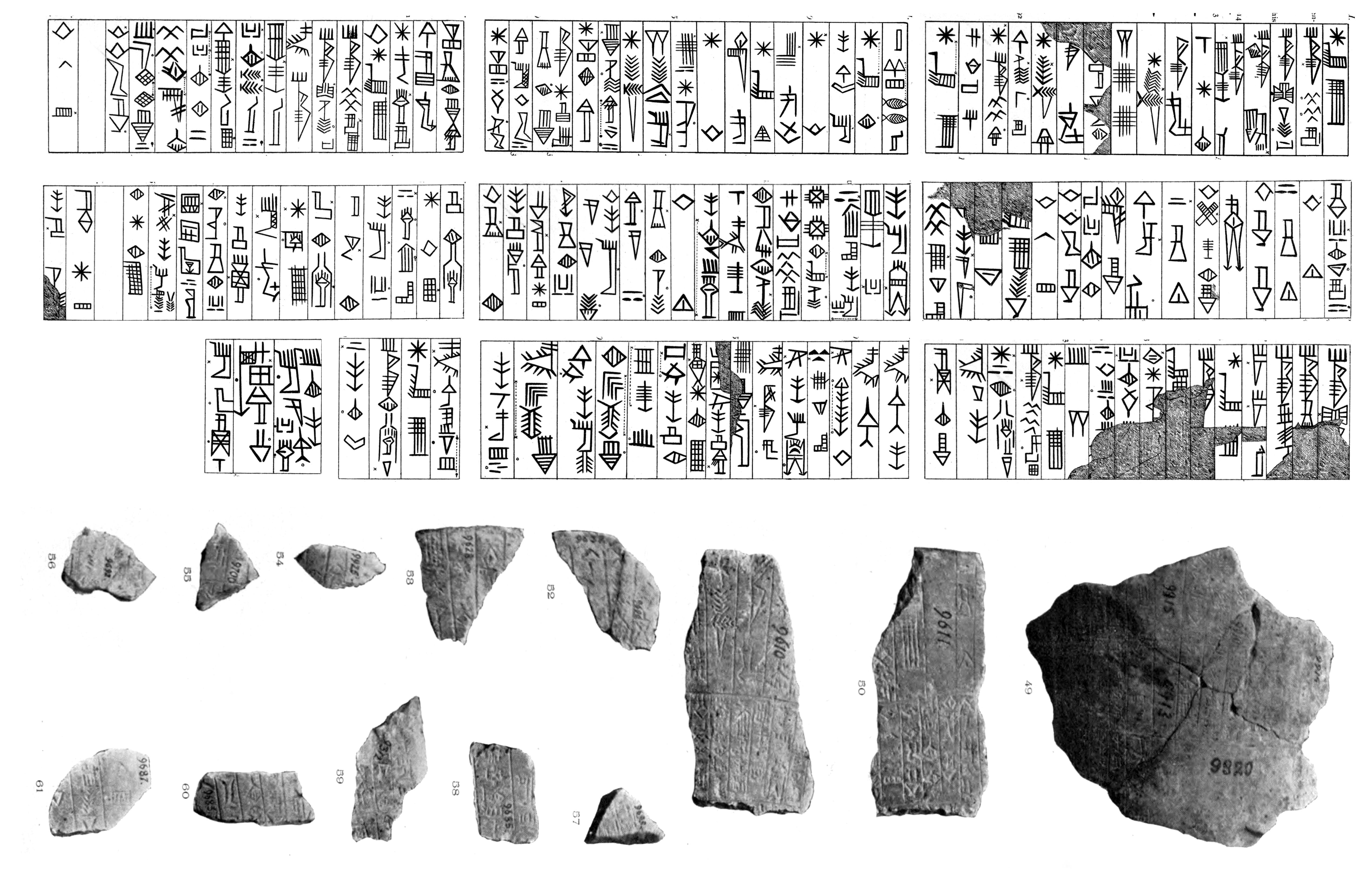
ニップルで発見されたルガルザゲシの壺。

ニップル市はまた、メソポタミアで一般的に用いられる年の数え方の一つである年名法が初めて使用されたことが確認されている都市でもある。年名法とは各年の重要な出来事（多くの場合王の業績）を固有の名前として与えて記録する方式であり、この方法で記録された最初の年名は「エンシャクシュアンナがキシュを占領した年」である。こうした年名は当初はニップル市だけで使用されており、ニップル市以外でも年名の使用が確認されるようになるのは後のアッカド帝国時代のナラム・シン王の治世になってからである。領域国家の形成期に年名が登場し、それがニップルでのみ使用され、かつ王の業績を記していることは、年名使用が元来はエンリル神から地上世界の統治を委任された「国土の王」「全土の王」がその事績をエンリル神に報告する形式の一つとして成立したであろうことを示している。
前24世紀頃、ウルク王ルガルザゲシがシュメール全土を統一したが、間もなく彼の支配はアッカド（アガデ）の王サルゴン（シャル・キン）によって覆された。サルゴンが建てた王国はアッカド帝国と呼ばれ、一般にメソポタミア史上初の統一帝国として扱われる。ニップルもまたアッカド帝国の支配下に入った。このことはニップルから発見された文書の中にサルゴンの年名を使用しているものがあることから確実である。
アッカドの王ナラム・シン（前22世紀頃）の治世初期、アッカドの中心部に近いキシュで反乱が発生し、シュメール地方でもウルが反乱を起こした。ウルクやラガシュ、シュルッパクなどの都市と共にニップルもこの反乱に加わった。結局、反乱は鎮圧され、以後ナラム・シンはアッカド帝国の最盛期と言われる時代を築く。ニップル市はこの時に破壊されたが、シュメール地方の秩序回復のためにニップルの再興とエンリル神殿の再建は最重要課題とされ、この事業がナラム・シンの年名に採用された。
アッカド帝国が崩壊した後、混乱期を経て成立したウル第3王朝（前2112年頃-前2004年頃）の時代になってもニップルの重要性は維持されていた。ウル第3王朝の第2代王シュルギはニップル近くにプズリシュ・ダガンと呼ばれる貢納家畜の管理所を設置し、第3代の王イッビ・シンは王都ウルの他、伝統ある都市ウルク、そしてニップルで即位式を行っている。この3つの都市は同王朝において極めて重要な都市として扱われ、歴代の王は「三大都市であるウル、ウルク、ニップルのあいだを駆けめぐるといってよいほどに巡幸した」（前田）。

### 前2千年紀
ウル第3王朝時代にメソポタミアにアムル人が大規模に浸透し、やがて前2004年頃にエラムによってウル第3王朝が滅ぼされると、アムル人の王朝やアムル人を兵力として抱え込んだ王朝が各地に成立した。ウル第3王朝の滅亡からバビロン第1王朝の滅亡（前1595年頃）までの時代を古バビロニア時代と呼び、とりわけバビロンの王ハンムラビがメソポタミア全域を支配下に置く以前の時代をイシン・ラルサ時代という（バビロニアを参照）。これはイシンとラルサという2つの都市に拠点を置く王たちが覇権争いの中で中心的な役割を果たしたことによる。
この争いの中でもやはり、王権を授ける神エンリルの座であったニップル市は大きな重要性を持ち、その支配を巡って激しい争いが繰り返された。特にイシンの王たちはウル第3王朝の後継者という立ち位置を強く意識しており、公式には「国土の神、強き王、ウル王」を称していた。「正義」の観念に従う正しい支配者であることを証明するために、ニップル市に特典が与えられることもあったと見られる。イシン王イシュメ・ダガンはニップル市に免税特権を与えたことが文学作品に残されている。その中でイシュメ・ダガンは「その内部も外部も天のように美しい町ニップル、天と地の大きな帆柱に私は楽しい思いをさせ、金の支払いから除外し、その軍隊には武器を下に置かせた。以前にはニップルも調達しなくてはならなかった金銀の貢をニップルの住民には免除した。」と語っている。一方のラルサの王リム・シン1世も自らを「ニップルの地の羊飼い」と称している。
メソポタミアの混乱と分裂は最終的にバビロンの王ハンムラビによって終止符が打たれた。ハンムラビが属する王朝を一般にバビロン第1王朝と呼ぶ。バビロン第1王朝の覇権が確立すると、メソポタミアの宗教的中心としてバビロンが浮上していった。エンリル神の持っていた神性やその神話がバビロンの主神マルドゥクに吸収され、エンリル神殿たるエ・クル神殿の重要性は低下した。さらに、ハンムラビの後継者サムス・イルナ（在位：前1749年-前1712年）治世中の前1739年、シュメール地方全域で数年間にわたる大反乱が発生し、その結果としてシュメール地方は大きな打撃を受けた。ニップルも著しい損害を被ったものと見られ、残された文書からは反乱の後にその耕地・家屋が異常な低価格で取引されていたことがわかっている。そして前1720年にはニップルの文書記録は途絶え、恐らくはニップルは居住地として断絶したものと見られる。
バビロン第1王朝はその後時代とともに衰退と縮小を続け、その末期の歴史は具体的にはわからない。前16世紀になると、数世紀来バビロニアに侵入していたカッシート人が新たな王朝を建てた（カッシート朝、バビロン第3王朝）。カッシート人はバビロニアの伝統を重視すると共に、古いシュメールの文化をも掘り起こそうとした人々であった。かれらはニップル市を復興し、エ・クル神殿も再建されその壮大さを取り戻した。

### 前1千年紀以降
カッシート人の王朝が崩壊した前12世紀以降、ニップルの状況はあまりわからなくなる。都市として消滅したわけではなく、イシン第2王朝（前12世紀半ば-前11世紀）や「海の国」第2王朝（前11世紀）時代には建築活動と宗教的生活が継続しており、「海の国」第2王朝の王シンバル・シパクの時代にはエ・クル神殿の修復が行われている。しかし、同時にこれはカッシート滅亡以降、前8世紀以前におけるニップルでの活動を示す最後の証拠史料であり、また1948年以降の調査では、カッシート王朝滅亡以降200年余りにわたる時期の考古学的痕跡がほとんど見つかっていない。明らかに当時のニップルの人口は劇的に減少し、ジッグラト周辺に僅かな住民が暮らすだけとなっていたと見られる。その後にはニップルは文書史料に全く登場しなくなる。この事実はニップルが完全に居住地として打ち捨てられたことを示唆するが、ジッグラトとその付属施設は前10世紀と前9世紀の間も幾人もの王によって修繕され続けていた可能性がある。ニップルの周囲は砂漠と化していたが、少数の役人が常駐してたかもしれない。ニップルの衰退と放棄は、ニップルを流れていたユーフラテス川の支流が西に移動したことと関係しているであろう。
前9世紀以降、アッシリアがオリエント世界全体を包括する帝国を構築した（新アッシリア帝国）。ニップルはこの帝国の下で再び繁栄を取り戻した。アッシリア末期の王アッシュルバニパル（在位：前668年-前631/627年頃）はニップルのエ・クル神殿をかつてない規模で再建し、およそ58メートル×39メートルの規模を持つジッグラトを建設した。しかし、アッシリアの崩壊の後、ニップルの宗教的中心としての役割は次第に失われた。それでも、経済的にはなおバビロニアの重要な都市の1つであったと見られ、特にハカーマニシュ朝（アケメネス朝、前550年頃-前330年）の王フシャヤールシャ1世（クセルクセス1世、在位：前486年-前465年）治世中のバビロン市破壊の後には、バビロニアのサトラペイア（属邦、ダフユ）の経済的な中心としての役割を果たしたかもしれない。前4世紀のアレクサンドロス3世による征服を経て、バビロニアの支配権を握ったセレウコス朝（前311年-前63年）の時代にはニップルはなお相当数の住民を抱えていたと見られ、かつてのエ・クル神殿が要塞に転用される一方、神殿の敷地内は住宅と街路で満ちた。ニップルの要塞はアルシャク朝（パルティア、前247年-後224年）時代も継続して使用され、前250年頃まで改築が繰り返された。しかしながら、パルティア時代に入って以降、紀元前後頃までのニップルやその周辺（ウルク等）について記す文書史料はほとんどなく、当時の活動を伝える考古学的遺物も存在しないことから、1世紀余りにわたってバビロニア中心部での活動が低下した時期があった可能性もある。
サーサーン朝（226年頃-651年）時代にはかつてのエ・クル神殿の場所に築かれた要塞も墓地として使用されるだけとなった。それでも古代のジッグラトの周りに泥レンガの小屋が建てられて人々はそこに住むようになり、小村落としてニップルにおける居住は続いた。バビロニアに相当する地域はイスラーム時代初期には大きく衰退していたものと思われ、9世紀頃のアラブの地理学者たちがこの地方に言及することはほとんどない。ニップルにおける居住の痕跡は800年頃に途絶える。一方で、キリスト教の東方教会においてはニップル主教が10世紀まで任命され続けていた。この称号は10世紀当時にはニップルの北西50キロメートルの位置にあるニル（Nil）の町のものと統合されていたが、ニップルの古さ、そしてかつての重要性故に、教会の権限が移転した後にもこの称号には権威が残されていたと考えられるであろう。

## 考古学

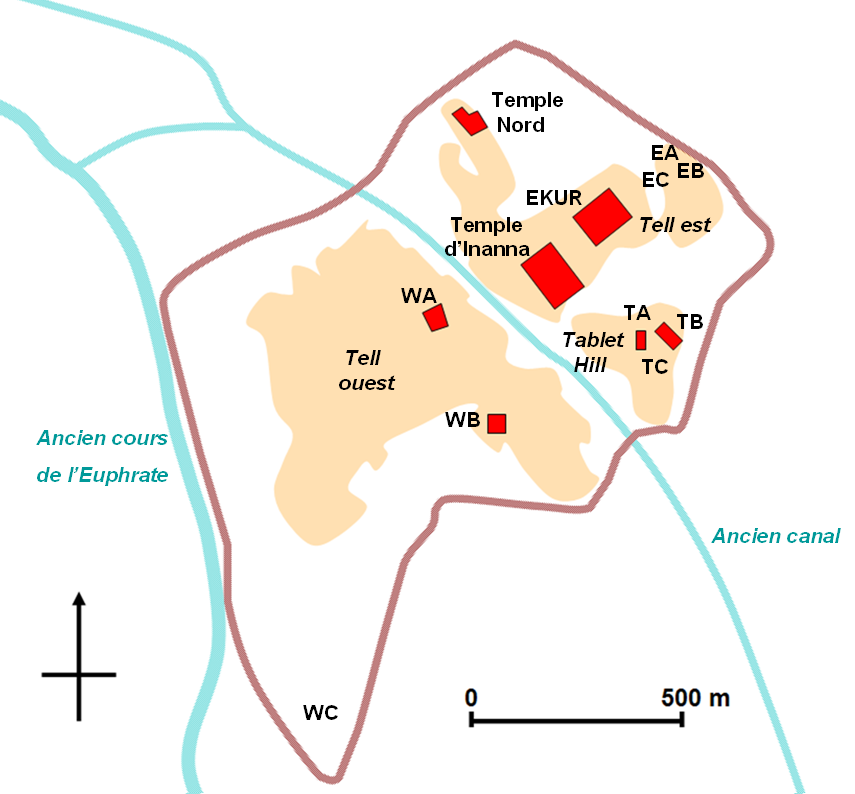
ニップル遺跡の地図（フランス語）。

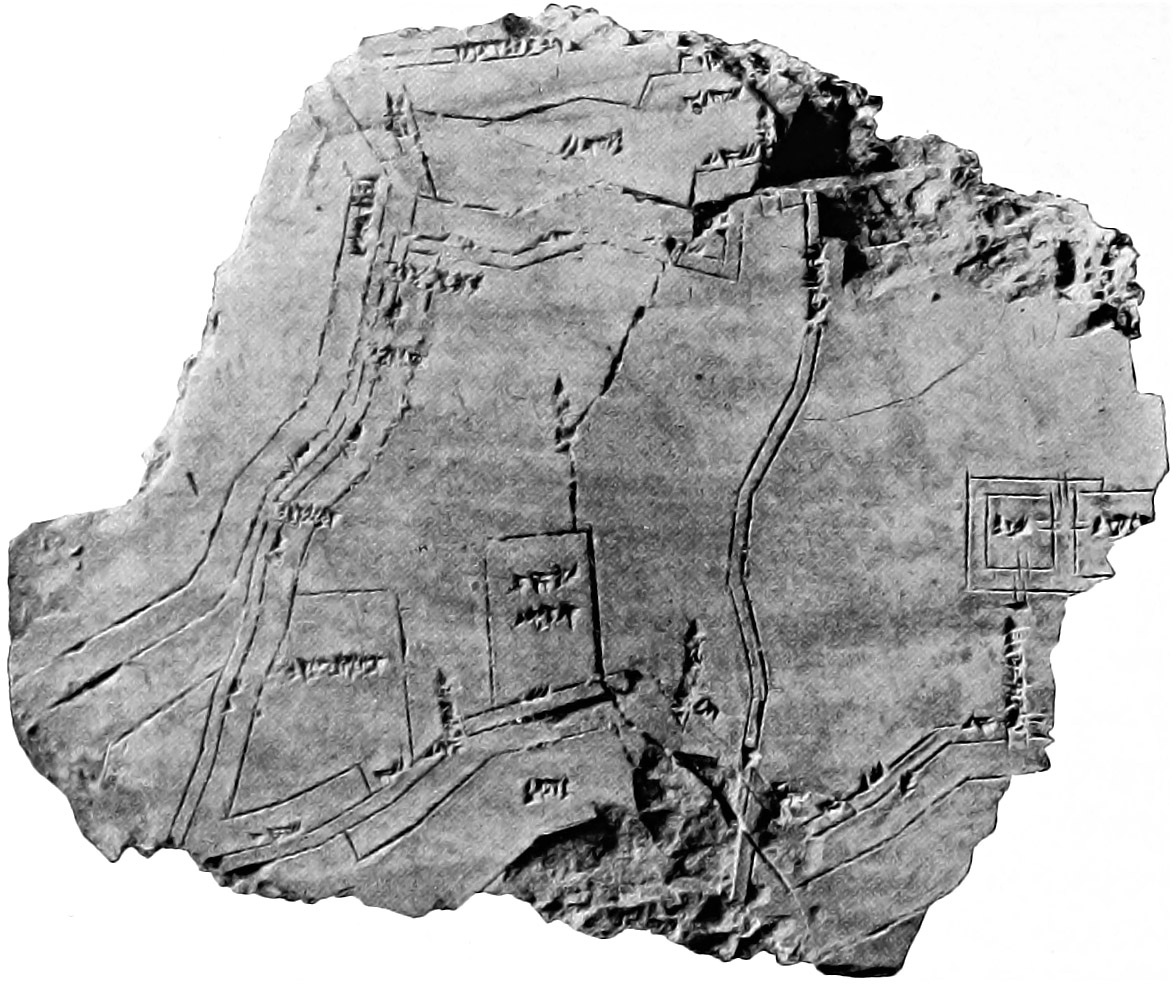
粘土板のニップル地図。反時計回りに45度ほど回転させると、上の地図と同じになる。発掘にも利用された。

エ・クル神殿の全体図。1：ジッグラト、2：神殿（Kitchen temple）、3：社

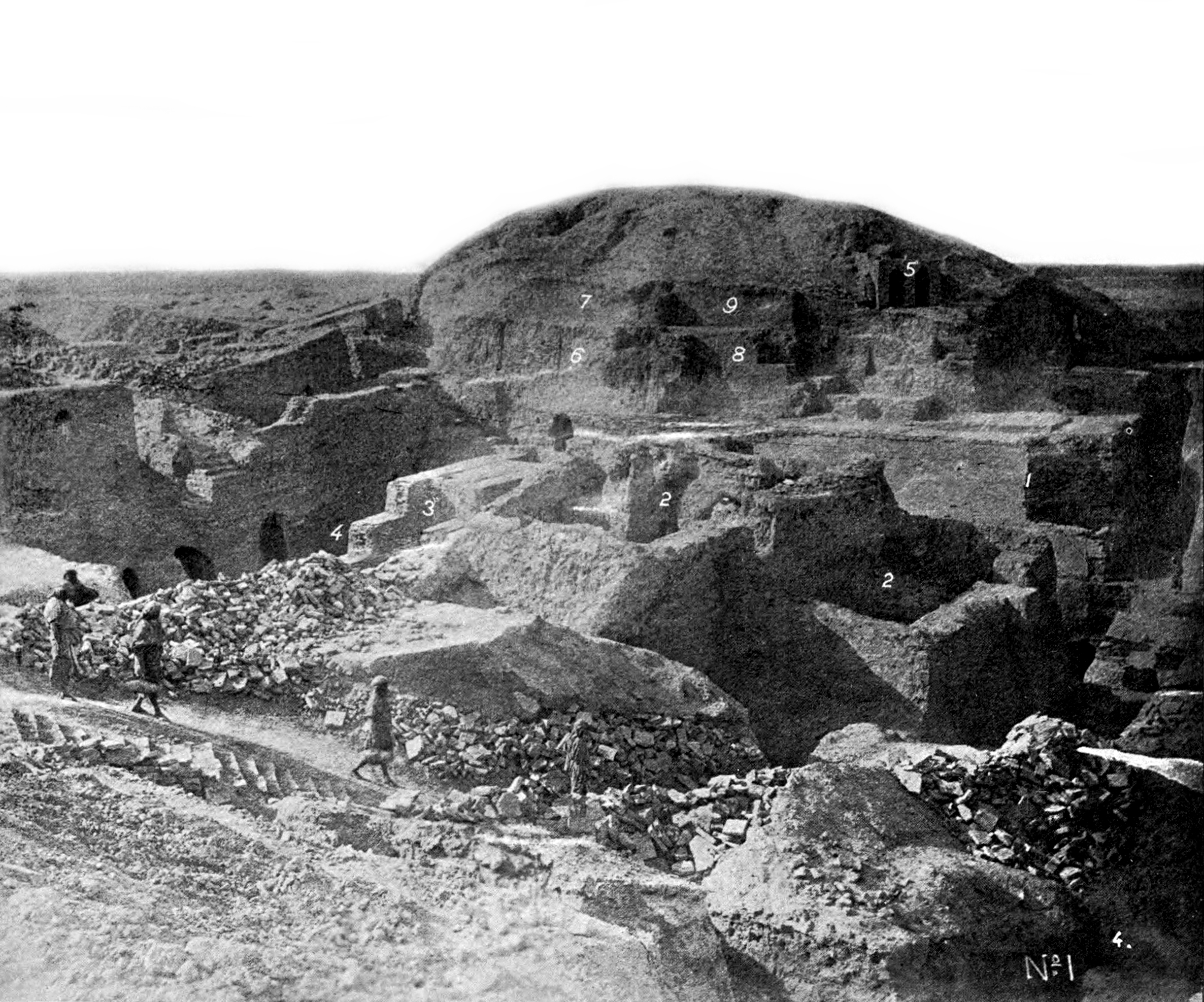
ニップルのベール神殿発掘調査（1896年）。

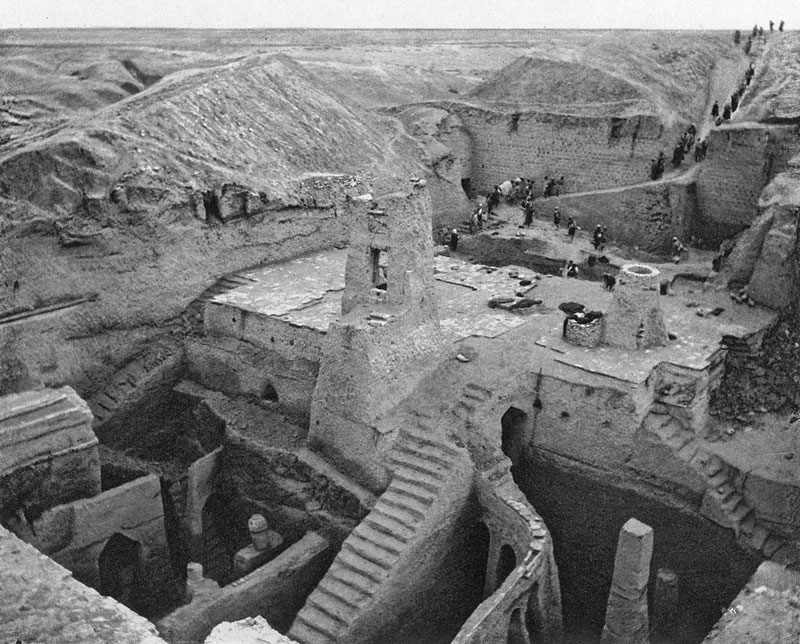
ニップルの発掘（1893年）

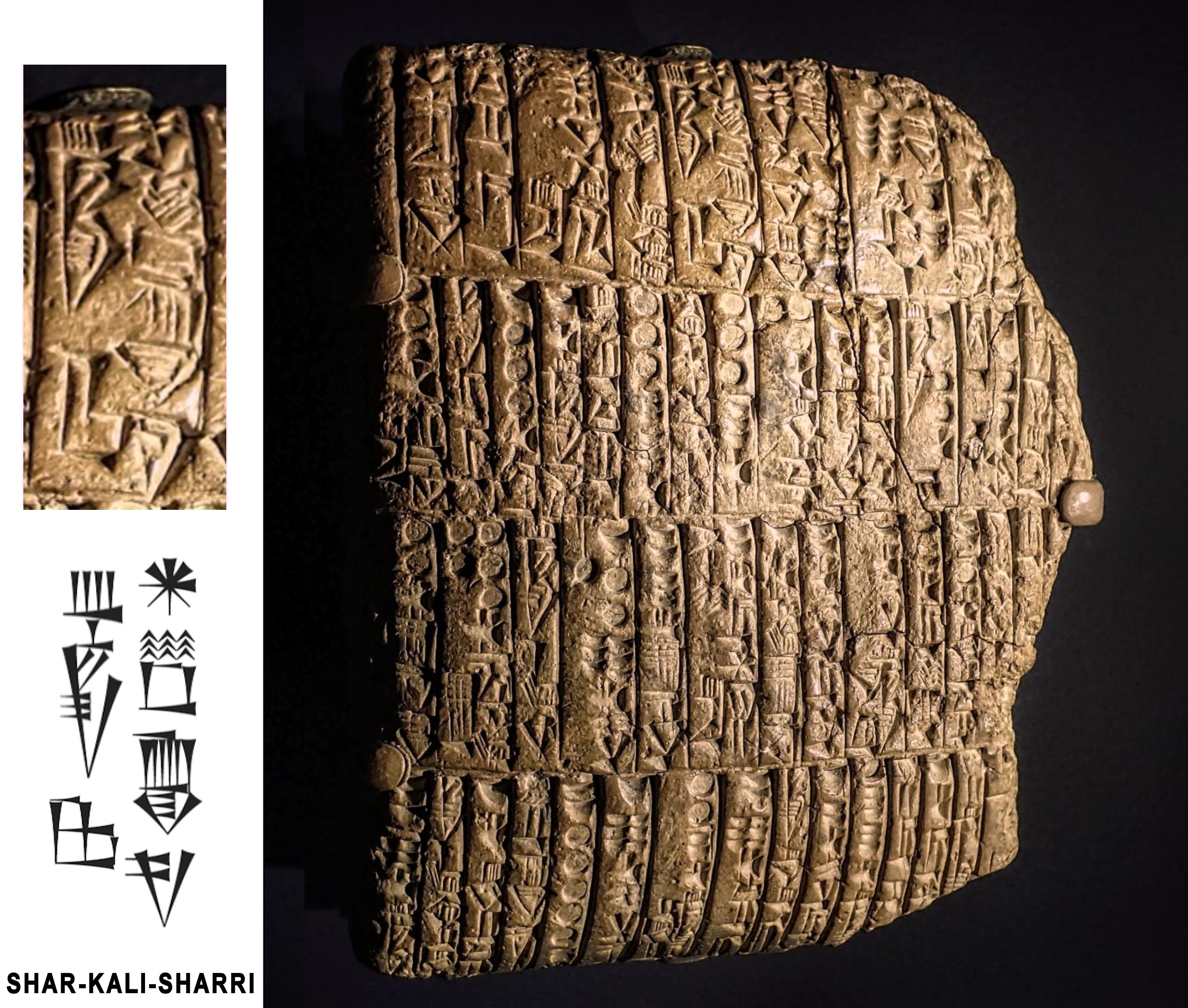
ニップルで発見された楔形文字文書。シャル・カリ・シャッリの名前がある。前2300年頃-前2100年頃。

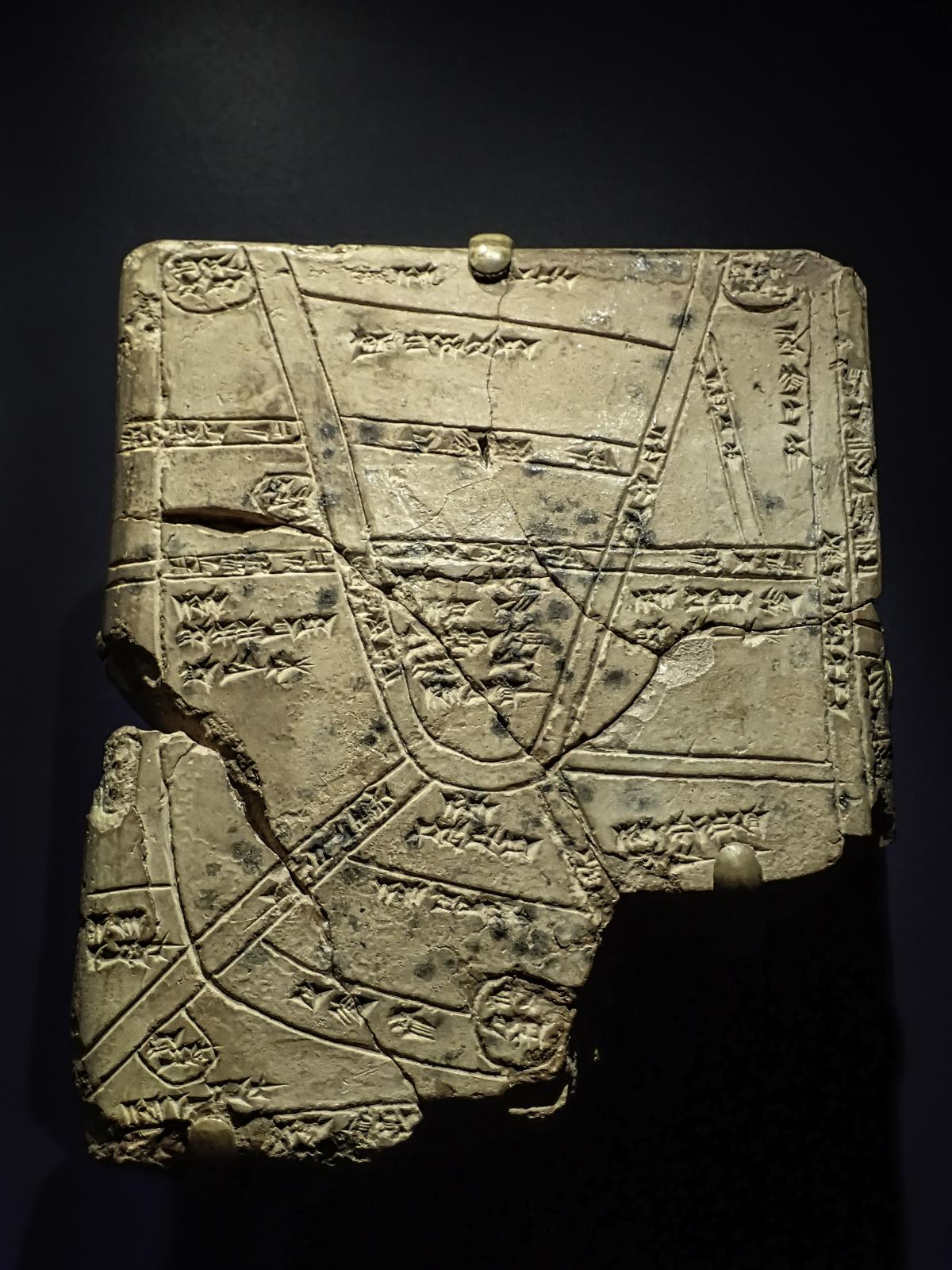
バビロニア語の粘土板文書。ニップルの地図が記載されている。カッシート朝時代。前1550年頃-前1450年頃。

ニップル遺跡はバグダードの南西約180キロの位置にあり、幅1.5キロメートル前後の規模を持つ。この遺跡を構成する遺丘の複合体はアラブ人たちからはヌファル（Nuffar）と呼ばれており、最初期のヨーロッパ人の探検家たちはニファル（Niffar）と言う名で記録した。
ニップルはシャット・エン＝ニル運河の両岸に位置しており、この運河はユーフラテス川の最初期の流路の1つと同じ場所にある。現在のニップルはユーフラテス河床とティグリス川の河床の間に位置するようになっている。遺跡はシャット・エン＝ニル（アラハト / Arakhat）の干上がった河床によって2つの主要部分に分割されている。遺跡の最高地点は周囲の平野から30メートルほど盛り上がった円錐形の丘である。これはシャット・エン＝ニル運河の北東にあり、アラブ人によって Bint el-Amiror（王子の娘）と呼ばれている。
ニップル遺跡における最初の発掘は1851年、19世紀の発掘家の中でも最も高名な人物の一人、オースティン・ヘンリー・レヤード卿（Austen Henry Layard）によって行われた。本格的な発掘はアメリカのペンシルベニア大学のチームによって1889年から始められたもので、ジョン・パネット・ピーターズとジョン・ヘンリー・ヘインズの指揮で1900年まで4シーズンにわたって行われた。これはアメリカの調査隊によっておこなわれた中東の遺跡での初の発掘でもある。
1948年から1990年の間にはシカゴ東洋研究所の指揮で19シーズンの発掘が行われた。これにはペンシルベニア大学考古学人類学博物館とアメリカ東洋研究所も時折参加した。シカゴ東洋研究所はアッバース・アリザデ（Abbas Alizadeh）の指揮で2019年4月にニップルで調査を再開した。
ニップルでは神殿の粘土板文書群は神殿自体ではなく周辺の遺丘から発見された。この特徴はテルロー遺跡（古代のギルス）と同様である。神殿の南東区画には壁はなく、シャット・エン＝ニルと繋がった大きな窪地によって区切られ、平均約7.5メートルの高さと52平方メートルの広がりを持つ三角形の塚があった。ここで前3千年紀からハカーマニシュ朝（アケメネス朝）時代までの時代にわたる大量の粘土板文書が発見された。神殿のほぼ真正面でセレウコス朝時代のものと思われる巨大な宮殿が発掘され、その周辺とこれらの遺丘の南側で、様々な時代の大量の粘土板文書が発見されている。この中にはカッシート時代の文書群、ハカーマニシュ朝時代の商業文書群が含まれていた。
ニップルの遺丘の上からはアラブ時代の初期から10世紀までのユダヤ人の町が発見されており、その家々には多量のincantation bowls（呪文を書いた鉢）があった。ただし、ニップルで発見されたペルシアの文書に登場するユダヤ人の名前によって、ニップルにおけるユダヤ人の居住地はもっと古い時代から存在したことが示されている。

### エンリル神殿
ニップルには嵐の神エンリルの神殿（エ・クル）があった。現在知られているエンリル神殿はウル第3王朝の王ウル・ナンム（在位：前22世紀末頃-前21世紀初頭頃）によって初めて建設（再建）されたもので、その後ニップルの歴史を通じて修復と再建が繰り返された。エンリルに捧げられた神殿がそれ以前の時代から存在したことは疑いないが、ウル・ナンム以前の神殿の建造物は発見されていない。恐らくそれは現在残るジッグラトの下に埋もれているものと思われる。ウル・ナンムによる建設事業はエ・クル神殿の全域を改修・再建する大規模なものであった。この時代の建造物は床面より上の壁が残されていないため、下部構造しかわかっていない。神殿は北西-南東面を短辺、北東-南西面を長辺とする長方形で、外側から見て南西面の最も左端にメインエントランスがあった。神殿の外壁はバットレスの凹凸が取り巻いており、特にメインエントランス両脇のバットレスは他の壁よりも若干大きく、その外部は幅15センチメートル、深さ17センチメートルの3本の垂直の溝で装飾されていた。神殿の平面図はウルのジッグラトの境内にあった2つの初期王朝時代の神殿と類似性が見られる。神殿の外周はジックラト等と共にさらに道を隔てて壁で囲われていた。
この神殿はカッシート朝時代に大規模に再建された。この再建によってウル第3王朝時代の神殿遺構は大きく壊されており、床面しか残されていない。カッシート時代に建造された基礎は元々あったウル第3王朝時代の構造をそのまま用いたものではない。神殿の平面図については、シカゴ東洋研究所の"Nippur I: Temple of Enlil, Scribal Quarter and Soundings"のPLATE.15を参照されたい。
古バビロニア時代の大規模な修復活動を示す痕跡は見つかっておらず、神殿本体ではウル第3王朝の下部構造体の直上にカッシート時代の基礎が見つかっている。カッシート時代の建造物は、元々の神殿の構造を正確に受け継いではいなかったが、同様の設計によって建設されていた。カッシート時代を通じて各部屋・壁など増改築・修復が繰り返された。それぞれの工事の年代や順番などの関連付けは明確ではない。
この神殿はカッシート朝滅亡後のニップルの居住地としての事実上の放棄を経てアッシリア時代に再建された。アッシリア時代の神殿遺構は損傷が激しく、包括的に理解できるのは一部の部屋に限られる。残存している部屋の壁はカッシート時代のそれを踏襲しているが、一部の部屋は仕切り壁が追加されるなどしており、用途などが変更されたものと見られる。

### 粘土板文書
ニップルからは30,000点とも言われる粘土板文書が発見されており、古代の政治・社会について貴重な情報を現代に提供している。
ニップルから発見された前5世紀の粘土板文書群には当時の政府機構と密接なかかわりを持った商人であるムラシュ家（Murash）に関わる文書が含まれており、前5世紀のハカーマニシュ朝時代のニップルの状況とハカーマニシュ朝の行政の姿に光を当てている。ハカーマニシュ朝は前539年にメソポタミアを征服した。新たな支配者たちは自分の領地を管理する現地人の協力者を必要としていた。この現地の協力者たちの姿をニップルの商人ムラシュ家に見ることができる。少なくとも3世代続いたムラシュ家は、領主たちが保有していた土地を借り受け、これをさらに別の借主（小作農）へ又貸しするという事業を営んでいた。ムラシュ家はさらに国家から得た灌漑用水の利用権、種子、農具、家畜を小作農たちに販売していた。土地の所有者たちは、仲介者としての報酬として小作料と税金の一部をムラシュ家が確保することを認めていた。さらにムラシュ家は土地を担保にして銀を貸し出していた。多くの農民がこの貸付を必要していたと見られ、彼らは間もなく土地を失っていくこととなった。ムラシュ家に土地の管理を委託した大土地所有者には、アルタクセルクセス1世の母アメストリスと思われる女性や、ダレイオス2世の后パリュサティス、エジプト総督のアルサメスなどがいた。
ハカーマニシュ朝時代には灌漑が改良され、移住者が増大し、リュディア人、カリア人、キッシア人、エジプト人、ユダヤ人（その多くはバビロニアに強制移住させられた人々である）、ペルシア人、メディア人、サカ人などがこの地域に引き寄せられた。残されたムラシュ家の文書はこの多様な住民構成を反映し、契約文書の3分の1に非バビロニア人の名前が登場する。

### ドレヘム文書
ニップルの南東8キロメートルの位置にあったドレヘム（Drehem）、即ち古代のプズリシュ・ダガン（Puzrish-Dagan)はメソポタミア史におけるウル第3王朝時代の再分配拠点として最も良く知られた集落である。ここから発見された数万点の粘土板文書が世界各地で保存されている。どのような形で発掘されたのかは不明であり、いずれの国のコレクションも全て「購入」されたものである。日本にも約400枚が平山コレクションとして存在する。
プズリシュ・ダガンはウル第3王朝（前21世紀頃）の王シュルギによって恐らく統治第39年頃に設立された。膨大な文書史料によってその運営について様々な知見が得られている。プズリシュ・ダガンにはウル第3王朝の支配地各地から集積された家畜（ウシ、ヒツジ、ヤギ）を集積する一種の倉庫・飼育場が設置されており、ここからそれらが神殿、役人、そしてシュメールの王宮へと再分配された。ここに集積される家畜は1年あたり60,000頭から80,000頭に達した。このような設備が首都ウルではなくニップルの近郊に設けられたのは、その主目的が何よりもニップルのエンリル神を始めとする神々への犠牲家畜を用意するためのものであったことによる。